# Tamas et Juli
Pour les articles homonymes, voir Tamas.
Pour plus de détails, voir Fiche technique et Distribution.
Tamas et Juli (Tamás és Juli) est un téléfilm franco-hongrois réalisé par Ildikó Enyedi en 1997, faisant partie de la collection 2000 vu par... diffusé sur Arte.

## Synopsis
Un mineur de charbonnière tombe amoureux de la ravissante éducatrice de jeunes enfants.

## Fiche technique
- Titre original : Tamás és Juli
- Titre français : Tamas et Juli
- Réalisation : Ildikó Enyedi
- Scénario : Ildikó Enyedi
- Photographie : Tamás Sas
- Montage : Mária Rigó
- Musique : László Melis
- Production : Caroline Benjo et Carole Scotta
- Sociétés de production : La Sept Arte, Haut et Court
- Pays d'origine :  France,  Hongrie
- Genre : Drame
- Durée : 65 minutes (1h05 minutes)
- Date de diffusion : 18 décembre 1998

## Distribution
- Márta Angyal : Juli
- Dávid Jánosi : Tamas